# 肖蒙堡
肖蒙堡（法語：Chaumont-le-Bourg，法語發音：[ʃomɔ̃ lə buʁ]）是法国多姆山省的一个市镇，属于昂贝尔区。

## 地理
肖蒙堡（45°26'59"N, 3°46'17"E）面积8.28 平方千米，位于法国奥弗涅-罗讷-阿尔卑斯大区多姆山省，该省份为法国中南部省份，北起阿列省接壤，东临卢瓦尔省，南至上盧瓦爾省和康塔爾省，西接科雷兹省和克勒兹省。
与肖蒙堡接壤的市镇（或旧市镇、城区）包括：阿尔朗、伯里耶尔、利夫拉杜瓦地区马尔萨克、圣瑞斯特。

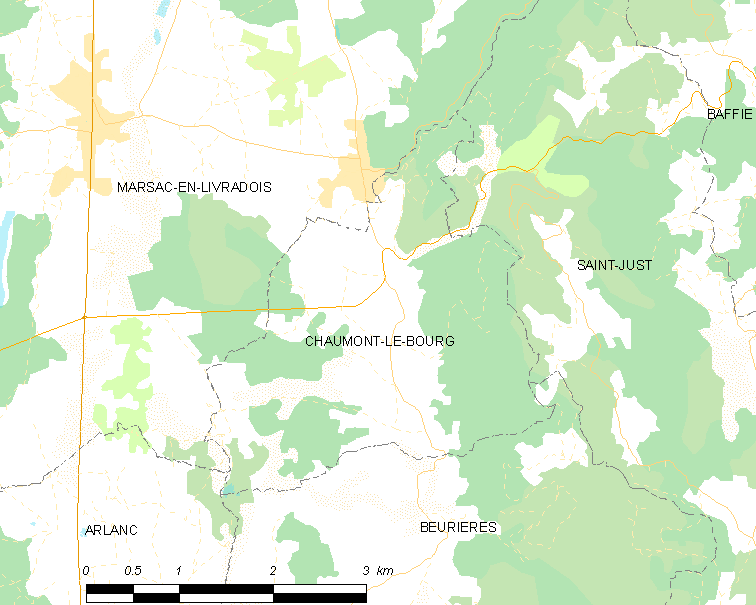
肖蒙堡的OSM定位图

肖蒙堡的时区为UTC+01:00、UTC+02:00（夏令时）。

## 行政
肖蒙堡的邮政编码为63220，INSEE市镇编码为63105。

## 政治
肖蒙堡所属的省级选区为昂贝尔县。

## 人口

1962-2008年间肖蒙堡人口变化图示

肖蒙堡于2022年1月1日时的人口数量为233人。